# Campeonato Brasiliense de Futebol de 2014 - Segunda Divisão
O Campeonato Brasiliense de Futebol de 2014 da Segunda Divisão foi a 18ª edição da era profissional do Campeonato Brasiliense de Futebol - Segunda Divisão, realizado no Distrito Federal e organizado pela Federação Brasiliense de Futebol. 
Foi disputado por 6 times, dos quais 2 foram promovidos à divisão principal. Esses dois fizeram a final em jogo único.

## Fórmula de disputa
As cinco equipes participantes jogaram entre si em um único turno. As duas primeiras colocadas subiram à Primeira Divisão de 2014, fazendo a final em jogo único. Não houve rebaixamento.

### Critérios de desempate
1. Maior número de vitórias
2. Maior saldo de gols;
3. Maior número de gols pró;
4. Confronto direto;
5. Menos cartões vermelhos;
6. Menos cartões amarelos;
7. Sorteio na Federação Brasiliense de Futebol.

## Participantes
| Equipe                               | Localidade         | Em 2013          | Estádio          | Capacidade | Títulos            |
| Clube Atlético Bandeirante           | Núcleo Bandeirante | 10º              | Bezerrão         | 20 000     | Nenhum             |
| Associação Botafogo Futebol Clube-DF | Novo Gama (GO)     | 11° (1ª divisão) | Bezerrão         | 20 000     | 0 (não possui)     |
| Cruzeiro Futebol Clube               | Cruzeiro           | 4º               | Ninho do Carcará | 1 000      | Nenhum             |
| Clube de Regatas Guará               | Guará              | 8º               | CAVE             | 8 000      | Nenhum             |
| Paranoá Esporte Clube                | Paranoá            | 3°               | JK               | 8 000      | 1 (último em 2004) |
| Samambaia Futebol Clube              | Samambaia          | -                | Rorizão          | 8 000      | Nenhum             |

## Final

### Jogo Único
| 13 de Setembro | Samambaia                   | 2 – 0 | Cruzeiro-DF | Estádio Boca do Jacaré, Taguatinga |
| 10:00 (UTC-3)  | Edicarlos 15' · Cassius 80' |       |             | Público: ---- Árbitro: ----        |

## Premiação
| Vice Campeão: | Terceiro colocado: | Quarto colocado: |
| ------------- | ------------------ | ---------------- |
| Cruzeiro      | Paranoá            | Bandeirante      |